# Die letzte Runde (1983)
Strawanzer, in Deutschland auch geführt unter dem Titel Die letzte Runde, ist ein österreichisch-deutscher Spielfilm in Gestalt eines Road- und Buddy-Movies. Unter der Regie von Peter Patzak spielen Elliott Gould und Heinz Moog die beiden ungleichen Kumpane.

## Handlung
Der pensionierte, betagte Eisenbahner Josef Luft lebt im Hinterzimmer eines verlassenen Theaters. Sein skurriles Hobby: Er sammelt Straßen- und Verbotsschilder. Seine Frau ist am Ende ihres Lebens angelangt; sie stirbt einen quälenden, langsamen Tod im Hospital. So wird Josef zum eigenbrötlerischen und verschrobenen Einzelgänger, der sich frei jedweder Verpflichtung fühlt, da all seine jüdischen Familienangehörige den Holocaust nicht überlebt haben und er auch kein Grab kennt, wo er eventuell trauern könnte. Willi Zoberl ist ganz anders gestrickt: Rund 30 Jahre jünger als Josef, ist er ein etwas verkommener, intellektueller Aussteiger, der die gut situierte Bürgerlichkeit des Establishments hinter sich gelassen hat und auf der Straße lebt. Er ist, auf gut Österreichisch, zum Strawanzer geworden, zum Streuner, der mit seinem bisherigen Leben nicht mehr klarkommt. Zoberls Arbeitgeber hat ihn hinausgeworfen, und seine Familie hat es nicht geschafft, Willi vom unkontrollierten Alkoholkonsum fernzuhalten.
Eines Tages begegnen sich die beiden eigentlich so ungleichen Männer, die die Mitte der Gesellschaft verlassen haben. Beider Suff verbindet sie auf seltsame Weise miteinander. Willi, der es verlernt hat, mit seiner Familie zu kommunizieren, und der alte Josef, der es in der wohlgeordneten Welt seines gutsituierten Sohnes in München nicht lange aushält. Beider einzige Freunde bestehen aus einer betagten Prostituierten und einer Kellnerin. Gemeinsam streifen die zwei Strawanzer durch Wien und Umgebung. Willis Versuch, noch einmal mit seiner in Salzburg lebenden Frau zu kommunizieren, scheitert, da sie ihn zurückweist. Als er heimlich seinen kleinen Sohn Tommi zu sich nimmt, scheitert er an sich selbst, denn er lässt eines Tages seinen Filius einfach zurück, um mit Josef weiterzuziehen.
Während eines Trinkgelages mit Josef macht Willi, der stets einen Fotoapparat bei sich trägt, versehentlich Fotos von einem jungen Rocker, der gerade jemanden umbringt. Der Täter und seine Freundin, Mitglieder einer gefährlichen Motorradgang, wollen ihm die belastenden Aufnahmen abjagen. Willi wird von ihnen hartnäckig verfolgt, bis eines Tages auf wundersame Weise das Verbrechen gesühnt wird, ohne dass Willi oder Josef darin involviert werden. Für Willi ist dies auch ein Zeichen dafür, einen erneuten Versuch zu wagen, sein bisheriges, zielloses Leben wieder zu ordnen und in seine alte Existenz, den Beruf und zu seiner Familie, zurückzukehren. Ob er scheitert oder Erfolg damit hat, bleibt offen.

## Produktionsnotizen
Strawanzer (Die letzte Runde) entstand 1982/83 in Wien und wurde auch dort am 4. November 1983 uraufgeführt. Die deutsche Premiere fand am 12. Oktober 1984 statt, die deutsche Fernseherstausstrahlung am 28. Juli 1986 in der ARD.

## Kritiken
Auf film.at heißt es: „Eine Tour de Force, eine auch körperliche Anstrengung zweier Seelenverwandter, denen dieses Land keine Chance auf eine bessere Zukunft lässt: Der Film hat wie seine beiden Protagonisten, deren Lebensgeschichte sich erst im Lauf des Films schichtweise enthüllt, keinen wirklichen Anfang und kein wirkliches Ende.“

„Ein guter, ein kalter Film, voll mit anarchistischen Elementen, ins Komische gezerrt, mit einer Scharfsicht gefilmt … welche die Bedrohungen des Alltags zu Alpträumen steigert.“

Im Lexikon des Internationalen Films heißt es: „Mehr an den Stimmungen eines eigenartigen Milieus als an der Handlung interessierter Film, dessen Wirkung durch eine wenig konsequente Regie beeinträchtigt wird.“